# Stainville
Stainville – miejscowość i gmina we Francji, w regionie Grand Est, w departamencie Moza.
Według danych na rok 1990 gminę zamieszkiwało 380 osób, a gęstość zaludnienia wynosiła 18 osób/km² (wśród 2335 gmin Lotaryngii Stainville plasuje się na 677. miejscu pod względem liczby ludności, natomiast pod względem powierzchni na miejscu 152.).